# Love Yourself: Answer
| Оценки критиков | Оценки критиков                                                                    |
| Источник        | Оценка                                                                             |
| --------------- | ---------------------------------------------------------------------------------- |
| SCMP            | 4 из 5 звёзд · 4 из 5 звёзд · 4 из 5 звёзд · 4 из 5 звёзд · 4 из 5 звёзд           |
| AllMusic        | 4,5 из 5 звёзд · 4,5 из 5 звёзд · 4,5 из 5 звёзд · 4,5 из 5 звёзд · 4,5 из 5 звёзд |
| Clash Music     | 9/10                                                                               |
| Billboard       | Фаворит                                                                            |

Love Yourself 結 'Answer' (стилизуется как LOVE YOURSELF 結 'Answer') — третий корейский сборник южнокорейского бой-бэнда BTS. Был выпущен 24 августа 2018 года при поддержке IRIVER, Columbia Records и DefJam Records в четырёх версиях: S, E, L и F. Состоит из двадцати пяти композиций (в цифровой версии их двадцать шесть), включая главный сингл «IDOL». Большинство треков взяты из Love Yourself 承 'Her' и Love Yourself 轉 'Tear', включая несколько ремиксов.

## Предпосылки и релиз
Впервые альбом был анонсирован 16 июля 2018 года, и уже на следующий день стало известно, что он будет содержать семь новых треков. Релиз должен был стать завершающим в серии Love Yourself, которая состояла из мини-фильма Love Yourself 起 ‘Wonder’, мини-альбома Love Yourself 承 'Her' и студийного альбома Love Yourself 轉 'Tear' , формируя тем самым историю рассказа в виде «кишотенкетсу» (форма описания китайских, японских и корейских нарративов).
6 августа была выпущена специальная заметка серии Most Beautiful Moment in Life, относящаяся непосредственно ко всем альбомам BTS, выпущенным с момента The Most Beautiful Moment in Life, Part 1 в апреле 2015 года. Заметка была написана Чином. В ней рассказывалось о том, как он нашёл записную книжку своего отца, где тот оставлял собственные записи, повествующие о его неудачах. Тремя днями позднее, 9 августа был выпущен трейлер «Epiphany». Сольный трек, описанный как «строящаяся поп-рок мелодия», был записан Чином, а текст выражает желание найти любовь к самому себе. Песня в итоге стала частью будущего альбома. Режиссёром видео стал Чхве Ёнсок (Lumpens), и по сюжету показываются несколько версий Чина в одной и той же комнате. Филипп Меррилл из Национальной академии искусства и науки звукозаписи описал клип как имеющий «смысл ходьбы вперёд и назад сквозь время и сквозь разные версии одного и того же человека». Обсуждая игру Чина, Хон Хемин из The Korea Times отметил, что он довольно неплох в актёрской игре и умеет играть эмоционально, а также у него «печальный, свободно выдающийся голос».
Концепт-фото для версий «S» и «E» были выпущены 13 августа, а для «L» и «F» − 16 августа. Версия «S» была вдохновлена темой новой романтики, получившей расцвет в начале 80-х годов прошлого века; участники предстали в ярких красных коробках, в которых были множество глаз, рук, камер и электронных усилителей, что соответствует андрогинности и образности. Версия «E» содержала в себе концепт более мягких образов в пастельных цветах: участники были в огромных прозрачных пузырях, наполненных различными природными элементами. Версии «L» и «F» были яркими, участники были запечатлены в одежде стиля ретро, а также в официальных костюмах. «L» также содержала портретные снимки BTS, соединённые из цветной и чёрно-белой частей. 20 августа был представлен трек-лист, и стало известно, что альбом не будет являться отдельным релизом, а станет сборником из композиций с предыдущих альбомов серии. В нём также будут содержаться различные ремикс-версии. 22 августа был опубликован тизер видеоклипа «IDOL». 24 августа, за два часа до выхода альбома руководство Big Hit Entertainment анонсировало выход специальной (альтернативной) версии «IDOL», записанной при участии Ники Минаж, только на цифровой версии.

## Видеоклип
Видеоклип «IDOL» был выпущен 24 августа в 18:00 по корейскому времени на официальном канале Big Hit Entertainment. Всего за 4 часа просмотры преодолели порог в 10 миллионов, тем самым BTS обновили свой же собственный рекорд с «Fake Love» (клип достиг такой же отметки за 6 часов). За первые сутки просмотры преодолели отметку в 45 миллионов просмотров, что являлось абсолютным рекордом в истории YouTube среди всех артистов во всём мире (предыдущий рекорд принадлежал Тейлор Свифт).
Видеоряд наполнен многочисленными красочными локациями, подавляющее большинство которых снято с технологией хромакея, также сюжет смешивает в себе моменты западной и восточной культур. Отдельные детали имеют отсылки и к традиционной корейской культуре: к примеру, часть хореографии группа танцует в ханбоках.

## Промоушен
26 августа 2018 года BTS провели пресс-конференцию в честь выхода альбома, а также обсудили мировой тур BTS World Tour: Love Yourself, который стартовал днём ранее в Сеуле. Несмотря на то, что изначально промоушен в Корее запланирован не был, группа всё же продвигалась на неделе с 29 августа по 2 сентября на различных музыкальных шоу. 30 августа они выступили на ежегодной музыкальной премии Soribada Best K-Music Awards, где «Fake Love» была использована в качестве энкор-выступления.
12 сентября будет показано выступление BTS на шоу «В Америке есть таланты», которое было записано в рамках американской ветки их мирового тура. 25 и 26 сентября состоялись выступления на «Вечернем шоу Джимми Фэллона» и «Доброе утро, Америка». Группа также появилась в телешоу Грэма Нортона.

## Награды и номинации
| Публикация          | Список                                                      | Место | Ссылка |
| ------------------- | ----------------------------------------------------------- | ----- | ------ |
| 20 минут            | Альбомы 2018 года, которые не должны остаться незамеченными | н/д   | [ 36 ] |
| Billboard           | Топ-20 лучших корейских альбомов: выбор критиков            | 1     | [ 37 ] |
| Bravo               | 10 лучших корейских альбомов года                           | 1     | [ 38 ] |
| City Pages          | Альбомы № 1 в 2018 году                                     | 16    | [ 39 ] |
| DIY                 | Альбомы года по выбору DIY                                  | 2     | [ 40 ] |
| Rolling Stone India | Топ-10 лучших корейских альбомов 2018 года                  | 1     | [ 41 ] |
| The Spinnaker       | Топ-10 альбомов года по выбору издания                      | 3     | [ 42 ] |
| Uproxx              | 20 поп-альбомов года, которые вы должны услышать            | 16    | [ 43 ] |
| Yahoo!              | Лучшие альбомы 2018 года                                    | 8     | [ 44 ] |
| Yardbarker          | Топ-10 лучших поп-альбомов 2018 года                        | н/д   | [ 45 ] |

| Год  | Премия                        | Номинация                    | Результат | Ссылка        |
| ---- | ----------------------------- | ---------------------------- | --------- | ------------- |
| 2018 | MBC Plus X Genie Music Awards | Цифровой альбом года         | Победа    | [ 46 ]        |
| 2018 | Korea Popular Music Awards    | Лучший альбом                | Победа    | [ 47 ]        |
| 2018 | Gaon Chart Music Awards       | Альбом Года — Третий квартал | Ожидается | [ 48 ] [ 49 ] |
| 2019 | Golden Disc Awards            | Диск Бонсан                  | Победа    | [ 50 ]        |
| 2019 | Golden Disc Awards            | Диск Дэсан                   | Победа    | [ 50 ]        |

## Коммерческий успех
В период с 18 по 24 июля, за первые шесть дней с момента старта предзаказа, дистрибьютор Iriver установил, что количество копий только за это время составило более 1,51 миллиона. Таким образом, релиз побил рекорд своего предшественника как самый предзаказываемый альбом в Южной Корее за всё время. Альбом моментально дебютировал с вершины альбомного чарта Gaon, за последние восемь дней августа продажи составили 1 933 450 копий. Love Yourself 結 'Answer' побил рекорд по продажам предыдущего альбома BTS, став самым продаваемым за всю историю чарта Gaon с момента его введения в 2010 году.
В октябре альбом получил сертификацию «двойного миллионика» за продажи более чем в 2 миллиона копий. BTS стали первыми артистами, получившими подобную сертификацию с момента их выдачи в начале года.
Love Yourself 結 'Answer' дебютировал с вершины американского альбомного чарта Billboard 200, став вторым № 1 для BTS в данной стране. Общие продажи за первую неделю составили 185 тысяч копий, среди которых 141 тысяча — чистые продажи. Альбом также стал первым для корейских артистов, получившим сертификацию RIAA.
«IDOL» стала первой корейской песней (в том числе и первой песней BTS), вошедшей в топ-40 синглового чарта Великобритании, расположившись на 21 месте. В Ирландии песня достигла 33 места. Сам альбом стал третьим в карьере группы, достигшим топ-20 чарта Великобритании, заняв 14 место.
Согласно информации Tower Records, Love Yourself 結 'Answer'  стал третьим самым продаваемым альбомом 2018 года в Японии, будучи выпущенным на корейском альбоме. Первое место занял Love Yourself 轉 'Tear' , а второе — Twice с мини-альбомом What Is Love?.

## Трек-лист
| №                   | Название                                         | Автор(ы) | Продюсер(ы)              | Длительность |
| ------------------- | ------------------------------------------------ | --- | ------------------------ | ------------ |
| 1.                  | «Euphoria» (соло Джонгука)                       | DJ Swivel Кэндис Николь Соса Мелани Фонтана Бан Шихёк Supreme Boi Adora АрЭм                                                         | Jordan "DJ Swivel" Young | 3:49         |
| 2.                  | «Trivia 起: Just Dance» (соло Джей-Хоупа)        | Hiss noise Джей-Хоуп | Hiss noise               | 3:45         |
| 3.                  | «Serendipity» (full length edition) (соло Чимин) | "hitman" bang Рэй Майкл Ян младший Slow Rabbit АрЭм Эштон Фостер                                                                     | Slow Rabbit              | 4:37         |
| 4.                  | «Trivia 承: Love» (соло АрЭма)                   | Slow Rabbit АрЭм Hiss noise | Slow Rabbit              | 3:46         |
| 5.                  | «Tear» (RM, Сюга и Джей-Хоуп)                    | Джей-Хоуп АрЭм Slow Rabbit Сюга | Сюга Slow Rabbit         | 3:49         |
| 6.                  | «Epiphany» (соло Чина)                           | "hitman" bang Slow Rabbit ADORA | ADORA                    | 4:00         |
| 7.                  | «I'm Fine»                                       | Рэй Майкл Ян Лорен Дайсон Эштон Фостер Саманта Харпер Джей-Хоуп АрЭм Сюга Чон Бобби Yoon Guitar Джордан Янг Кэндис Николь Соса Pdogg | Pdogg                    | 4:00         |
| 8.                  | «Idol»                                           | "hitman" bang Роман Камполо Pdogg АрЭм Supreme Boi Али Тампоси                                                                       | Pdogg                    | 3:43         |
| 9.                  | «Answer: Love Myself»                            | Pdogg Чон Бобби Джордан Янг Кэндис Николь Соса АрЭм Сюга Джей-Хоуп Рэй Майкл Ян Эштон Фостер Конор Майнард                           | Pdogg                    | 4:11         |
| 10.                 | «Idol» (совместно с Ники Минаж)                  | "hitman" bang Роман Камполо Pdogg АрЭм Supreme Boi Али Тампоси Ники Минаж                                                            | Pdogg                    | 4:20         |
| 11.                 | «Trivia 轉: Seesaw» (соло Сюга)                  | | Suga & Slow Rabbit       | 4:07         |
| Общая длительность: | Общая длительность:                              | Общая длительность: | Общая длительность:      | 1:44:11      |

## Чарты
| Чарт (2018)                         | Пиковая позиция |
| ----------------------------------- | --------------- |
| Австралия (ARIA)                    | 9               |
| Австрия (Ö3 Austria)                | 14              |
| Бельгия/Фландрия (Ultratop)         | 5               |
| Бельгия/Валлония (Ultratop)         | 24              |
| Канада (Canadian Albums Chart)      | 1               |
| Дания (Hitlisten)                   | 8               |
| Нидерланды (Album Top 100)          | 5               |
| Estonian Albums (Eesti Ekspress)    | 2               |
| Финляндия (Suomen virallinen lista) | 5               |
| French Albums (SNEP)                | 49              |
| Германия (Offizielle Top 100)       | 23              |
| Венгрия (MAHASZ)                    | 27              |
| Irish Albums (IRMA)                 | 15              |
| Italian Albums (FIMI)               | 18              |
| Japan Hot Albums (Billboard)        | 1               |
| Japanese Albums (Oricon)            | 1               |
| Новая Зеландия (RMNZ)               | 11              |
| Норвегия (VG-lista)                 | 25              |
| Шотландия (Scottish Albums Chart)   | 14              |
| South Korean Albums (Gaon)          | 1               |
| Spanish Albums (PROMUSICAE)         | 7               |
| Швеция (Sverigetopplistan)          | 20              |
| Швейцария (Schweizer Hitparade)     | 13              |
| Великобритания (UK Albums Chart)    | 14              |
| UK Independent Albums (OCC)         | 7               |
| US Billboard 200                    | 1               |
| США (Billboard Independent Albums)  | 1               |
| US World Albums (Billboard)         | 1               |
| US Top Album Sales (Billboard)      | 1               |

| Чарт (2018)                        | Позиция |
| ---------------------------------- | ------- |
| Belgian Albums (Ultratop Flanders) | 105     |
| Dutch Albums (MegaCharts)          | 70      |
| Japanese Albums (Oricon)           | 14      |
| US Billboard 200                   | 85      |
| US Independent Albums (Billboard)  | 4       |
| US World Albums (Billboard)        | 2       |

| Чарт (2018)                            | Пиковая позиция |
| -------------------------------------- | --------------- |
| Canada (Canadian Hot 100)              | 75              |
| Finland Digital Song Sales (Billboard) | 4               |
| French Downloaded Singles (SNEP)       | 45              |
| Hungary (Single Top 40)                | 6               |
| Japan Hot 100 (Billboard Japan)        | 36              |
| New Zealand Hot Singles (RMNZ)         | 12              |
| Scotland (Official Charts Company)     | 47              |
| Singapore (RIAS)                       | 28              |
| South Korea (Gaon)                     | 14              |
| South Korea (Kpop Hot 100)             | 3               |
| Sweden Digital Song Sales (Billboard)  | 8               |
| UK Download (OCC)                      | 47              |
| UK Independent Singles(OCC)            | 3               |
| US Bubbling Under Hot 100 (Billboard)  | 7               |
| US World Digital Songs (Billboard)     | 3               |

| Чарт (2018)                        | Пиковая позиция |
| ---------------------------------- | --------------- |
| French Downloaded Singles (SNEP)   | 69              |
| Hungary (Single Top 40)            | 15              |
| South Korea (Gaon)                 | 24              |
| South Korea (Kpop Hot 100)         | 4               |
| UK Download (OCC)                  | 60              |
| US World Digital Songs (Billboard) | 6               |

## Продажи и сертификации
| Страна      | Чистые продажи |
| ----------- | -------------- |
| Китай       | 251,126        |
| Япония      | 224,323        |
| Южная Корея | 2,169,569      |
| США         | 199,865        |